# Cala Tarida
Cala Tarida és una badia situada a la costa occidental de l'illa d'Eivissa, al sud de Sant Antoni. La platja és ampla i de sorra fina.

## Ubicació
S'arriba a la Cala Tarida, després de 10 minuts amb cotxe des de Sant Josep de Sa Talaia, També s'hi pot arribar després de 15 minuts amb cotxe des de Sant Antoni. També s'hi pot arribar amb vaixells des de Sant Antoni de Portmany.
La platja està protegida per un teló de fons de turons urbanitzades, és la platja més llarga i ampla d'aquesta part de l'illa. Des del Mirador de Sa Talaia, als voltants, es disposa d'una panoràmica polida de l'illa d'Eivissa i Formentera.
A l'estiu també és un bon lloc per fondetjar amb el vaixell perquè és una platja bastant tancada i a la nit les aigües estan molt tranquil·les quan el vent ve del nord.
A la part esquerra de la platja més gran hi ha unes caletes més petites on també hi ha casetes de pescadors. El seu accés és molt complicat i només es pot baixar amb calçat esportiu. A aquestes caletes també els visitants solen practicar el nudisme, ja que poca gent a part de la que baixa dels vaixells hi sol anar.
També cal recalcar que les aigües cristalines de Cala Tarida es tornen verdes durant els mesos de juliol i agost degut a la mala depuració dels hotels que hi ha al voltant.

## Informació
Disposa de molts de serveis: supermercat, botigues, farmàcies, bars, restaurants, hamaques i para-sols. També hi ha un parell de clubs amb música. Hi ha diverses activitats aquàtiques i esportives: velomars, escola de busseig, voleibol.